# Ptolemeu
Cláudio Ptolemeu, ou apenas Ptolemeu ou Ptolomeu (em latim: Claudius Ptolemaeus; em grego: Κλαύδιος Πτολεμαῖος; romaniz.: Klaúdios Ptolemaios; 90 – 168), foi um cientista grego que viveu em Alexandria, uma cidade do Egito. Ele é reconhecido pelos seus trabalhos em matemática, astronomia, geografia e cartografia. Realizou também trabalhos importantes em óptica e teoria musical.
Na época de Ptolomeu os estudos tendiam a mesclar ciência e misticismo. A astrologia ocupava-se naquela época dos estudos da localização e movimento dos  corpos celestes, para estabelecer uma associação da localização dos mesmos com a adivinhação. Séculos mais tarde, o desenvolvimento do conhecimento levou à necessidade de separar a ciência da mística e criou-se o termo "astronomia" para se referir ao estudo apenas do componente científico. Foi exatamente o mesmo que aconteceu com a Química que se separou da Alquimia pelas mesmas razões. Na concepção atual, a astronomia é uma ciência, completamente distinta da astrologia, que é uma crença na influência dos astros no destino das pessoas.
O grande mérito de Ptolomeu foi, baseando-se no sistema de mundo de Aristóteles, fazer um sistema geométrico-numérico, de acordo com as tabelas de observações babilônicas, para descrever os movimentos do céu.

## Biografia

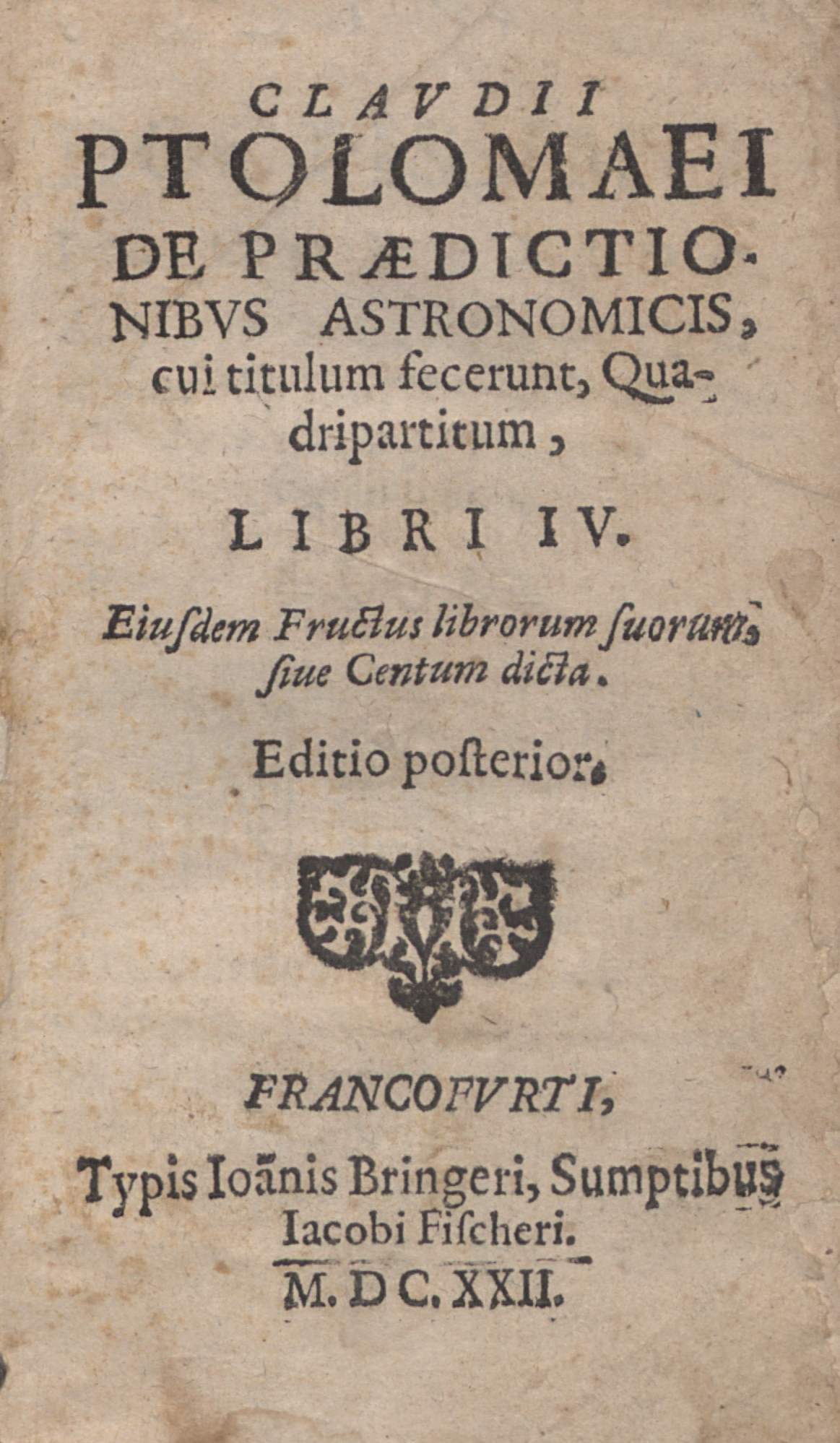
Quadripartitum, 1622

Ptolemeu nasceu em Ptolemaida Hérmia, no Egito, e tornou-se um ilustre discípulo da escola de Alexandria. Existem dúvidas sobre o ano em que ele nasceu, com a data variando desde 10 até, segundo Luca Gáurico, o ano 747; mas as melhores estimativas são que ele nasceu por volta do ano 70, e floresceu durante os governos dos imperadores romanos Adriano e Antonino Pio.

## Astronomia e astrologia

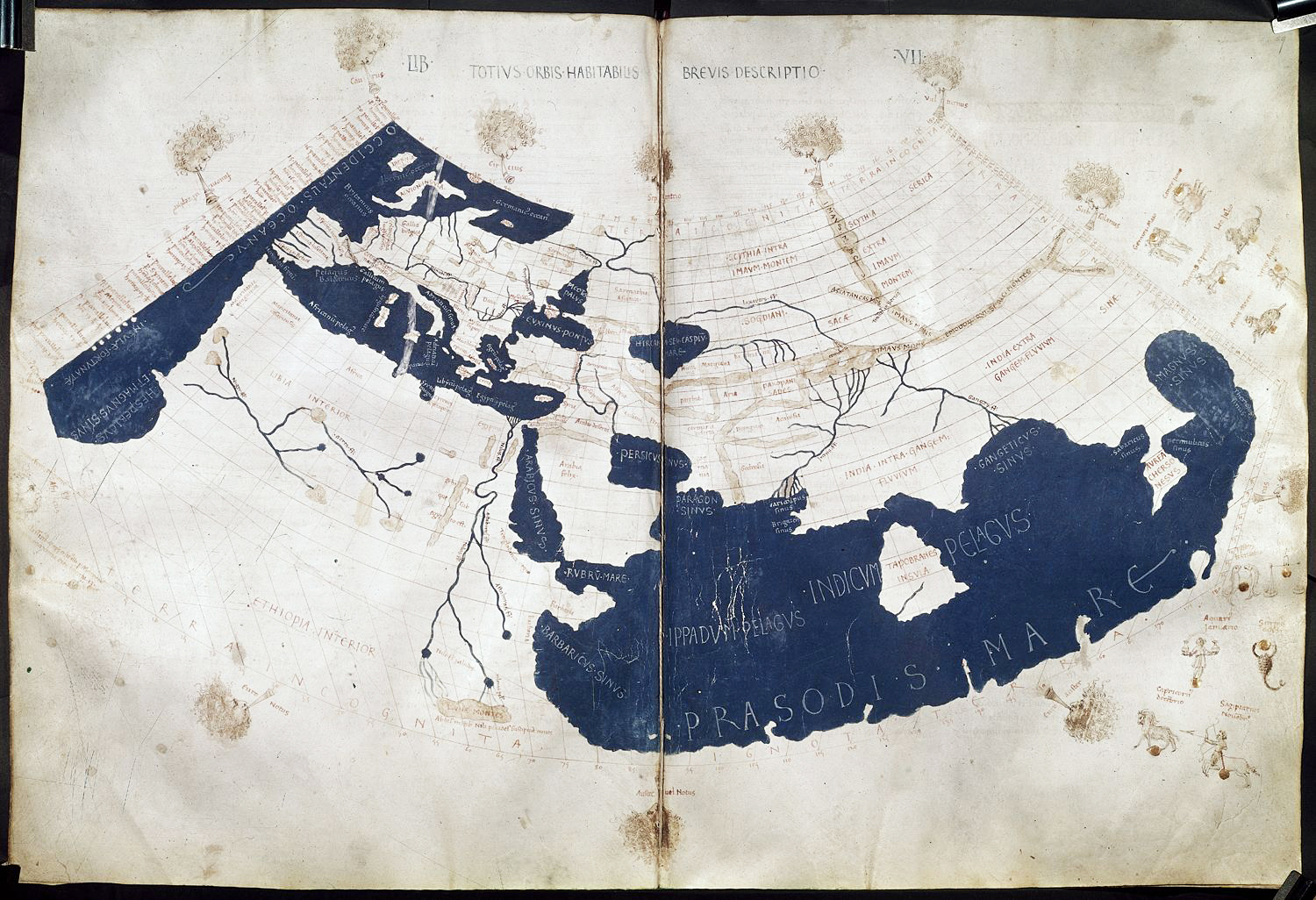
O mapa de Ptolemeu, reconstituído da sua obra Geografia (ca. 150), indicando as nações "Sérica" e "Sinas" (China) à direita, além da ilha Taprobana (Seri Lanca) e a "Quersoneso Áureo" (península do Sueste Asiático). Este mapa usa a projeção cônica equidistante meridiana, inventada por Cláudio Ptolomeu

A sua obra mais conhecida é o Almagesto (que significa "O grande tratado"), um tratado de astronomia. Esta obra, a síntese dos trabalhos e observações de Aristóteles, Hiparco, Posidônio e outros, é uma das mais importantes e influentes da Antiguidade Clássica, são treze volumes com tabelas de observações de estrelas e planetas e com um grande modelo geométrico do sistema solar, baseado na cosmologia aristotélica. Nela está descrito todo o conhecimento astronómico babilónico e grego e nela se basearam as astronomias árabes, indianas e europeias até o aparecimento da teoria heliocêntrica de Copérnico. No Almagesto, Ptolomeu apresenta um sistema cosmológico geocêntrico, isto é a Terra está no centro do Universo e os outros corpos celestes, planetas e estrelas, descrevem órbitas ao seu redor. Estas órbitas eram relativamente complicadas resultando de um sistema de epiciclos, ou seja círculos com centro em outros círculos. Ptolomeu foi considerado o primeiro "cientista celeste". No entanto, Ptolomeu foi duramente criticado por alguns cientistas, como Tycho Brahe e Isaac Newton, sendo acusado de não ter realizado nenhuma observação astronómica, mas apenas plagiado dados de Hiparco, entre outras acusações.[carece de fontes?]
Apesar da destruição da Biblioteca de Alexandria, o Almagesto foi preservado, assim como outros textos da Grécia antiga, por meio de manuscritos arábicos, e foi encontrado no Irã em 765 Segundo J. M. Ashman, que traduziu o Tetrabiblos em 1822, o Almagesto foi traduzido para o árabe em 827 Gerardo de Cremona (1114–1187) traduziu para o latim uma cópia do Almagesto deixada pelos árabes em Toledo, na Espanha.
É no trabalho de Ptolomeu, citando o trabalho de Hiparco, que aparecem as 48 constelações que ficaram conhecidas como as Constelações Clássicas. Todas elas, menos uma, ainda são parte da lista atual de constelações oficiais da União Astronômica Internacional.
A representação geométrica do sistema solar de Ptolomeu, com círculos, epiciclos e equantes permitia predizer o movimento dos planetas com considerável precisão e foi utilizada até o Renascimento no século XVI.
Apesar disso, o geocentrismo foi uma ideia dominante na astronomia durante toda a Antiguidade e Idade Média. Ptolomeu explicou o movimento dos planetas através de uma combinação de círculos: o planeta se move ao longo de um pequeno círculo chamado epiciclo, cujo centro se move em um círculo maior chamado deferente. A Terra ficaria numa posição um pouco afastada do centro do deferente (portanto, o deferente é um círculo excêntrico em relação à Terra). Até aqui, o modelo de Ptolomeu não diferia do modelo usado por Hiparco aproximadamente 250 anos antes. A novidade introduzida por Ptolomeu foi o equante, que é um ponto ao lado do centro do deferente oposto em relação à Terra, em relação ao qual o centro do epiciclo se move a uma taxa uniforme, e que tinha o objetivo de dar conta do movimento não uniforme dos planetas. O objetivo de Ptolomeu era o de produzir um modelo que permitisse prever a posição dos planetas de forma correta e, nesse ponto, ele foi razoavelmente bem sucedido. Por essa razão, esse modelo continuou sendo usado sem mudança substancial por cerca de 1 300 anos.
No sistema ptolomaico, centrado na Terra, a pequena esfera chamada epiciclo que contem o planeta vai girando associada a uma esfera rotativa maior, produzindo um movimento retrógrado aparente sobre o plano de fundo das estrelas longínquas.
O estudo dos céus levou Ptolomeu a afirmar:
| “ | Como mortal que sou, sei que nasci por um dia. Mas, quando sigo à minha vontade a densa multidão de estrelas no seu curso circular, os meus pés deixam de tocar a Terra [...] | ” |

.
Na área da astrologia, Ptolomeu desenvolveu o Tetrabiblos, um dos mais importantes livros de astrologia que sobreviveram da Antiguidade. O texto foi baseado em escritos e documentos mais antigos babilônicos, egípcios e gregos.
Ptolomeu acreditava não só que os padrões de comportamento eram influenciados pelos planetas e pelas estrelas, mas também que as questões de estatura, tez, nacionalidade e até as deformações físicas congênitas eram determinadas pelas estrelas.

## Geografia

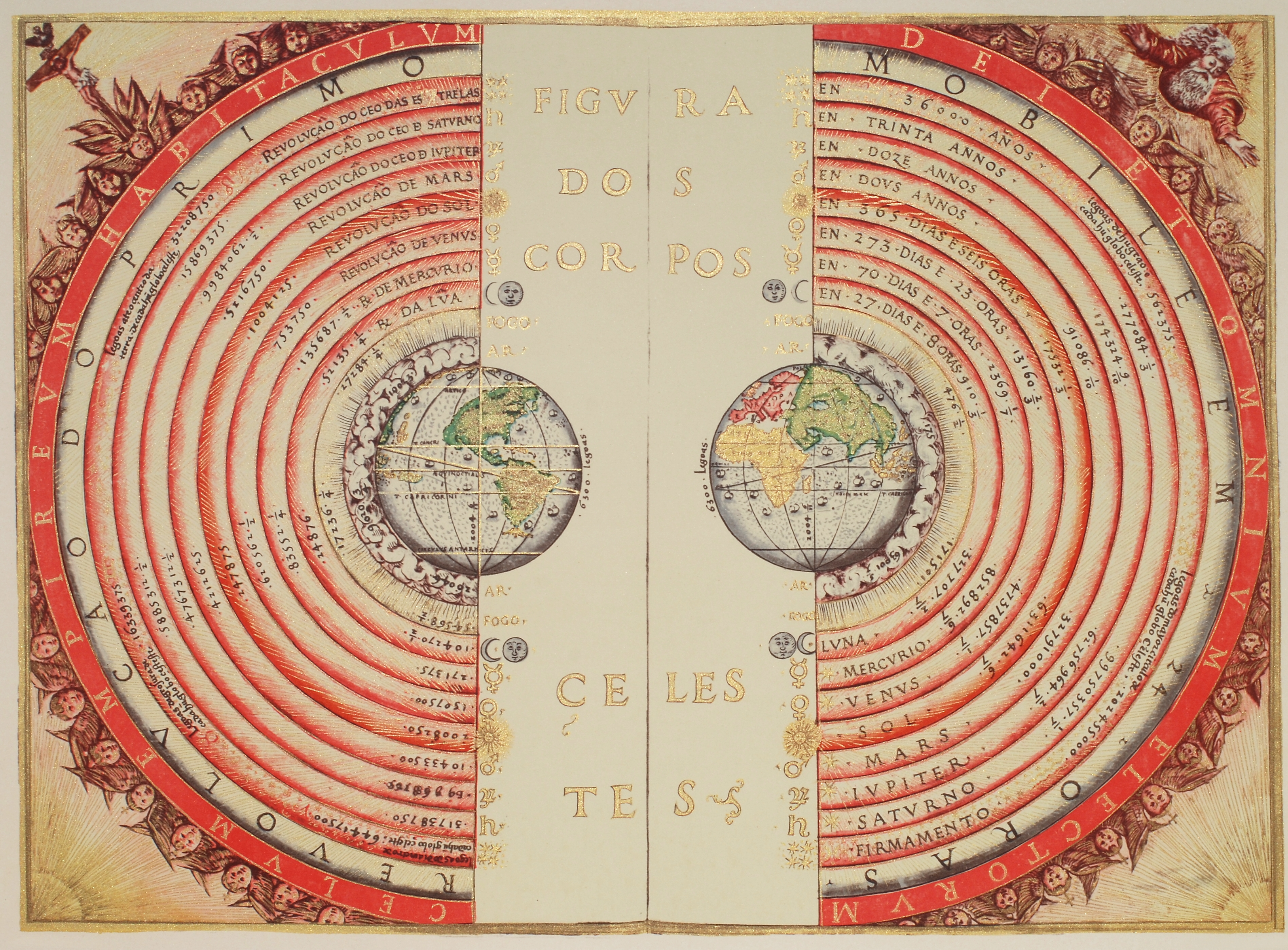
O modelo geocêntrico de Ptolomeu, num mapa do cosmógrafo e cartógrafo português Bartolomeu Velho, de 1568.

A sua obra mais extensa é "Geographia" que, em oito volumes, contém todo o conhecimento geográfico greco-romano. Esta inclui coordenadas de latitude e longitude para os lugares mais importantes. Naturalmente, os dados da época tinham bastante erro e o mapa que está apresentado está bastante deformado, sobretudo nas zonas exteriores ao Império Romano.
Ptolomeu inventou a projeção cônica equidistante meridiana, na qual distâncias ao longo dos meridianos e ao longo de um paralelo central são representadas em uma escala constante, os paralelos são representados como círculos e os meridianos como retas.

## Óptica
Ptolomeu é também autor do tratado "Óptica", um conjunto de cinco volumes sobre este tema, em que estuda reflexão, refracção, cor, e espelhos de diferentes formas.

## Música
Escreveu também "Harmônica", ou Teoria do Som, um tratado sobre teoria matemática da música, neste tratado escreveu sobre como notas musicais podem ser traduzidas em equações matemáticas e vice-versa.